# Телекоммуникации в Гонконге

## Телефония
- Основная линия: 3801300 (2003)
- Мобильные сотовые: 7241400 (2003)

### Телефонная система
основная оценка: современные удобства обеспечивают отличное внутреннее и международное обслуживание
внутренняя: микроволновые радиотрансляторные звенья и протяженная оптико-волоконная сеть
международная: код страны — 852; орбитальных спутниковых станций — 3 Intelsat (1 над Тихим Океаном и 2 над Индийским Океаном); коаксиальный кабель в Гуанчжоу, Китай; доступ к 5 подводным кабелям, обеспечивающий доступ к соединениям со странами-членами ASEAN, Японией, Тайванем, Австралией, Ближним Востоком и Восточной Европой

## Радио
AM 5, FM 9, коротковолновых 0 (2004)

## Телевидение
4 (2004)

## Интернет
- Интернет-провайдеров: 179 (май 2007)
- Интернет-узлов: 591993 (2003)
- Пользователей Интернета: 3212800 (2003)
- Общий счет пользователей коммутируемого доступа: 0,99 миллионов долларов США (март 2007)
- Общий счет пользователей широкополосного доступа: 1,79 миллионов долларов США (март 2007)
- Домен верхнего уровня: .hk

### Широкополосный доступ в Интернет
С апреля 2006 Гонконгская широкополосная сеть предлагает своим клиентам доступ в Интернет со скоростью от 10 Мбит/с до 1000 Мбит/с (1 Гбит/с) с помощью FTTB или FTTH. Однако скорость в других городах ограничена до 20 Мбит/с. По состоянию на ноябрь 2009 года, компания предлагает 100 Мбит/с сервис за 99 гонконгских долларов (около 13 долларов США) в месяц.

#### Основные Интернет-провайдеры
- PCCW Netvigator — с 95 % зоны охвата и предоставление доступа в Интернет до 1,9 миллионов пользователей.
  - ADSL-соединения — скорость до 8 Мбит/с /800 Кбит/с.
  - Вновь построенные квартиры подключают по ADSL2 или VDSL со скоростью до 30 Мбит/с / 10 Мбит/с.
  - FTTH для последней мили широкополосных скоростей до 1 Гбит/с / 1 Гбит/с.
  - Бизнес-планы могут иметь скорость до 10 Гбит/с / 10 Гбит/с.
- Hutchison Global Communications подключает по ADSL лии VDSL со скоростью до 100 Мбит/с / 100 Мбит/с.
- СЗТ подключает по ADSL лии VDSL со скоростью до 10 Мбит/с / 10 Мбит/с.
- Hong Kong Broadband Network Metro Ethernet подключает по CAT-5E или FTTH со скоростью до 1 Гбит/с /1 Гбит/с.
- One Broadband подключает по ADSL со скоростью до 8 Мбит/с /256 Кбит/с.
- I-cable Broadband подключает со скоростью до 130 Мбит/с/ 10 Мбит/с.

### Интернет-цензура в Гонконге
- В марте 1995 года в Гонконге полиция провела рейд на компании, предоставляющие услуги коммутируемого доступа, и конфисковала их серверы и записи. В течение недели от 5000 до 8000 пользователей не могли получить доступ в Интернет. Заказчики рейда считались Supernet (его не закрыли), Администрация Управления телекоммуникаций (англ. Office of Telecommunications Authority), Бюро по экономическим преступлениям (англ. Commercial Crime Bureau). После рейда были закрыты компании: Hong Kong Internet & Gateway Services (HKIGS) hk.net, Hong Kong Link InfoLink Ilink, Internet Online Hong Kong, Cybernet, Internet Connections и Asia Online.
- 27 января 2008 года в Гонконге полиция арестовала подозреваемых, которые были обвинены в загрузке порнографических изображений. Обвинения были сняты в середине февраля.